# Municipio de Jasper (condado de Ralls)
El municipio de Jasper (en inglés: Jasper Township) es un municipio ubicado en el condado de Ralls en el estado estadounidense de Misuri. En el año 2010 tenía una población de 562 habitantes y una densidad poblacional de 2,1 personas por km².

## Geografía
El municipio de Jasper se encuentra ubicado en las coordenadas 39°24′14″N 91°31′39″O / 39.40389, -91.52750. Según la Oficina del Censo de los Estados Unidos, el municipio tiene una superficie total de 267.43 km², de la cual 265,77 km² corresponden a tierra firme y (0,62 %) 1,66 km² es agua.

## Demografía
Según el censo de 2010, había 562 personas residiendo en el municipio de Jasper. La densidad de población era de 2,1 hab./km². De los 562 habitantes, el municipio de Jasper estaba compuesto por el 97,86 % blancos, el 0,53 % eran afroamericanos, el 0,18 % eran asiáticos, el 0,18 % eran de otras razas y el 1,25 % eran de una mezcla de razas. Del total de la población el 0,71 % eran hispanos o latinos de cualquier raza.